# Rudolf Holste
Rudolf Holste, född 9 april 1897 i Oldendorf, Tyskland, död 4 december 1970 i Baden-Baden, var en tysk militär; generallöjtnant. Han tilldelades i augusti 1944 Riddarkorset av Järnkorset med eklöv.

## Befäl
- 1. Beridna artilleribataljonen 1 april 1937 – 8 dec 1939
- 1. Artillerie-Regiment 8 dec 1939 – 11 febr 1940
- 73. Artillerie-Regiment 10 mars 1941 – 12 april 1942
- Särskilt kavallerikommando 12 april – 24 juli 1942
- Stridsgrupp inom Armee-Gruppe Nort 23 febr – 15 maj 1944
- 4. Kavallerie-Brigade 15 juli 1944 – 28 febr 1945
- 4. Kavallerie-Division 28 febr – 24 mars 1945
- XXXXI. Panzerkorps (tf) 19 april – 8 maj 1945